# Универсален спортен комплекс (ЦСКА Москва)
Универсалният спортен комплекс в Москва е мултифункционален спортен комплекс.
В него се провеждат състезания по баскетбол, хандбал, футзал, тенис, бокс, борба и други спортове. Домакинска зала на ПБК ЦСКА (Москва). От 2006 носи името на баскетболния треньор Александър Гомелский.
Построен е през 1979 г. за летните олимпийски игри в Москва през 1980 г.
Съоръжението е с капацитет от 5000 зрители.